# Joseph Kony
Joseph Kony (Odek, 18 settembre 1961) è un guerrigliero e militare ugandese.
È il capo del movimento Lord's Resistance Army o LRA ("Esercito di Resistenza del Signore"), un gruppo di guerriglieri ugandesi. La LRA inizialmente ricevette un forte supporto dell'opinione pubblica, successivamente però si ritorse brutalmente contro i suoi stessi sostenitori, presumibilmente per "purificare" il popolo degli Acholi e trasformare l'Uganda in una teocrazia fondata sulla personale interpretazione che Kony dà dei Dieci comandamenti. La LRA è un gruppo di attivisti con un'ideologia religiosa sincretica pseudo-cristiana, noto per le atrocità che commette contro i civili, tra cui omicidi, mutilazioni, stupri e in alcuni casi anche cannibalismo.
Guidata da Kony, la LRA si è guadagnata la sua reputazione per le sue azioni contro i popoli di diverse nazioni, tra le quali l'Uganda del nord, la Repubblica Democratica del Congo, la Repubblica Centrafricana, il Sudan del Sud, e il Sudan. Ha rapito e costretto circa 66.000 bambini a combattere per essa, e ha forzato una migrazione interna di oltre due milioni di persone
da quando iniziò la sua rivolta nel 1986. Nel 2005 Kony fu incriminato per crimini di guerra dalla Corte Penale Internazionale, dell'Aia, Paesi Bassi, ma riuscì a evitare la cattura.

## Biografia
Kony nacque molto probabilmente nel 1961 a Odek, un villaggio a est di Gulu, nel nord dell'Uganda. Non portò a termine le scuole superiori, e si mise in evidenza dall'età di 25 anni, quando, nel gennaio 1987, entrò a far parte di uno dei vari gruppi millenaristi che nascevano nell'Acholiland in seguito alla popolarità dell'Holy Spirit Movement della profetessa Alice Auma, sua cugina. Nel 1986 era scoppiato un conflitto nel nord dell'Uganda, originato dal risentimento, della popolazione di etnia Acholi, per l'ascesa al governo di Yoweri Museveni in seguito alla sconfitta del loro rappresentante, l'ex presidente Tito Okello.
Kony, come la cugina Alice Auma, dichiara di essere un medium. Il primo spirito da cui disse di essere guidato era quello di Juma Oris, che era stato ministro nel governo di Idi Amin Dada e aveva successivamente guidato il movimento di ribellione West Nile Bank Front (WNBF), nel nord-est dell'Uganda. Il numero di mogli di Kony, che sicuramente è poligamo, non è precisato: alcune fonti arrivano a contarne oltre 60.
Il LRA nacque raccogliendo i singoli ribelli sbandati dopo la sconfitta dell'Holy Spirit Movement. Si dice che Kony compia rituali magici per proteggere i propri soldati, sostenendo che le pallottole si trasformerebbero in acqua prima di ferirli. Uno dei ribelli fuggiti dai campi di Kony ha affermato:
"È una strana religione, quella cui Kony si professa fedele: la Domenica prega il Dio dei Cristiani, recitando il rosario e citando la Bibbia, ma osserva anche il Venerdì, con la preghiera di Al-Jummah, come i Musulmani. Festeggia il Natale, ma rispetta anche il digiuno di 30 giorni durante il Ramadan e proibisce che si consumi carne di maiale."

## Accuse
Il governo ugandese ha dichiarato già tre volte, a partire dal 1986, che il LRA è stato sconfitto, ma alla fine del 2003 i ribelli hanno effettuato incursioni anche oltre la loro tradizionale area di azione, fino alla regione di Teso. Il movimento si è guadagnato una reputazione generalmente molto negativa.
Dal 6 ottobre 2005, la Corte penale internazionale ha emesso mandati di cattura per cinque membri dell'LRA, accusati di crimini contro l'umanità. Il giorno successivo, il ministro ugandese della giustizia, Amama Mbabazi, ha rivelato che tra i membri incriminati c'erano Kony e il suo vice Vincent Otti (ucciso nell'ottobre 2008 dallo stesso Kony, per divergenze sui negoziati di pace). La settimana successiva, il 13 ottobre, il Procuratore Generale della Corte, Luis Moreno-Ocampo, ha rivelato dettagli sull'incriminazione di Kony. I capi di accusa sono 33, dodici dei quali per crimini contro l'umanità, che comprendono omicidio, riduzione in schiavitù, schiavismo sessuale, stupro. Altri ventuno, rubricati tra i crimini di guerra, comprendono omicidio, maltrattamenti e attacchi intenzionali di civili, saccheggio, induzione allo stupro, rapimento e sfruttamento di bambini.
Il 31 luglio del 2006 Kony ebbe un incontro al confine con le foreste congolesi con numerosi capi culturali, politici e religiosi del nord dell'Uganda per discutere sulla guerra. Il giorno successivo ha attraversato il confine con il Sudan per parlare con Riek Machar, il vicepresidente sudanese. Il 12 novembre 2006 Jan Egeland, sottosegretario della Organizzazione delle Nazioni Unite per gli affari umanitari ha avuto un colloquio con il capo del LRA. Al termine dell'incontro Kony ha dichiarato all'agenzia Reuters: "Non abbiamo nessun bambino. Abbiamo solo combattenti".
Tra il 2006 e il 2008 si sono svolti a Juba, sotto la guida dell'allora vice-presidente del governo del Sud Sudan, Riek Machar, colloqui tra la LRA e il governo ugandese. I documenti elaborati durante il processo negoziale non sono mai stati firmati da Joseph Kony, ma gli incontri di Juba hanno segnato la fine delle operazioni militari della LRA nell'Uganda del Nord. Nel novembre 2022, il pubblico ministero della Corte penale internazionale ha annunciato di voler perseguire Joseph Kony.

## Kony 2012
L'attenzione su Kony è aumentata da inizio marzo 2012 con la pubblicazione su YouTube e Vimeo di un filmato di 30 minuti dal titolo Kony 2012, realizzato dal regista Jason Russell appartenente al gruppo di Invisible Children. L'intenzione dichiarata dalla produzione è di rendere famoso Kony per aumentare il coinvolgimento degli Stati Uniti nella questione ugandese. Il filmato ha avuto un indiscusso successo grazie ad una strategia di viral marketing realizzando circa 100 milioni di visualizzazioni nel mondo in poco più di un mese. Ma non è stato esente da critiche.